# Cephalotes persimilis
Cephalotes persimilis är en myrart som beskrevs av De Andrade 1999. Cephalotes persimilis ingår i släktet Cephalotes och familjen myror. Inga underarter finns listade.

## Bildgalleri

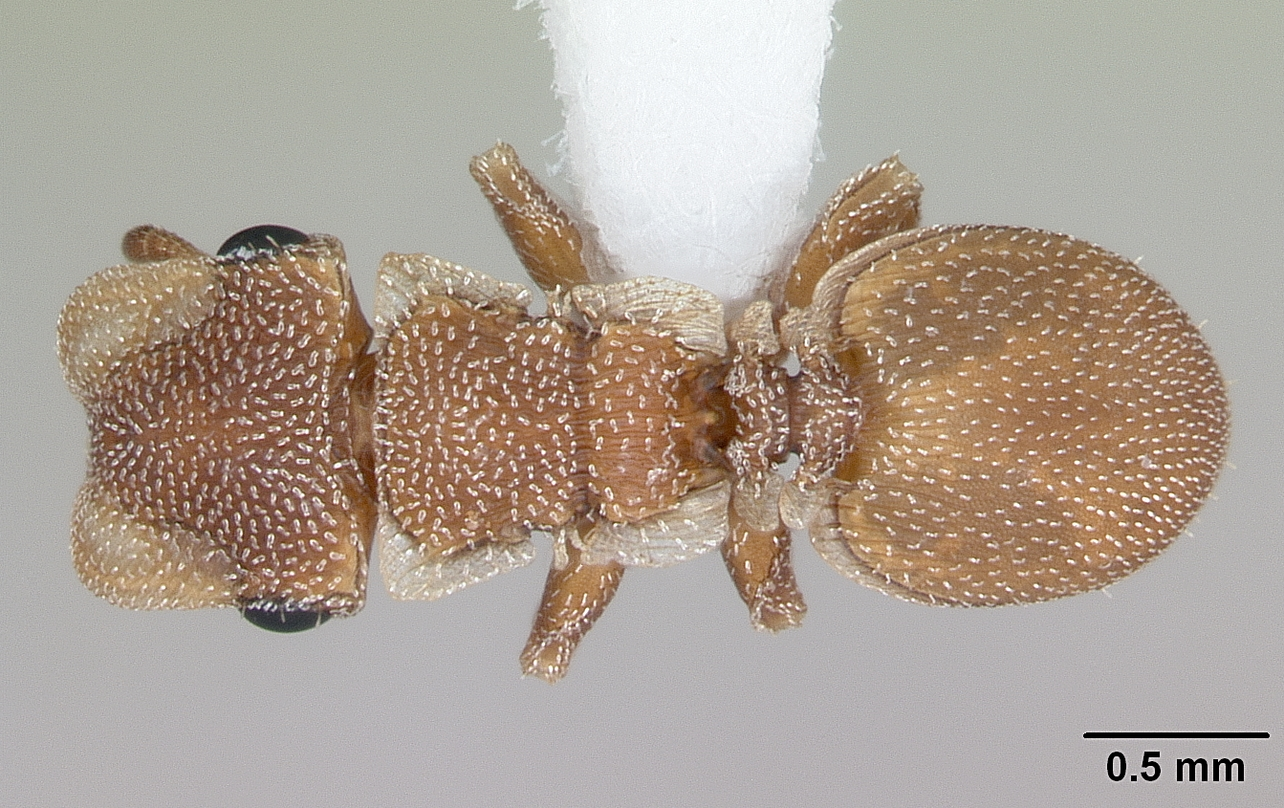
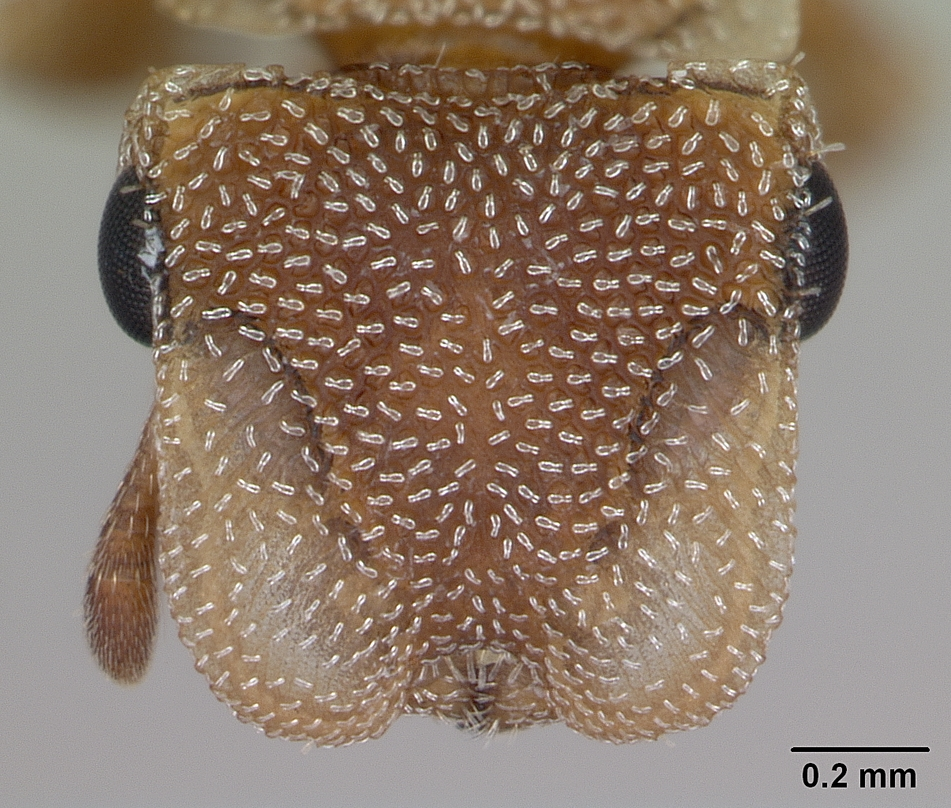
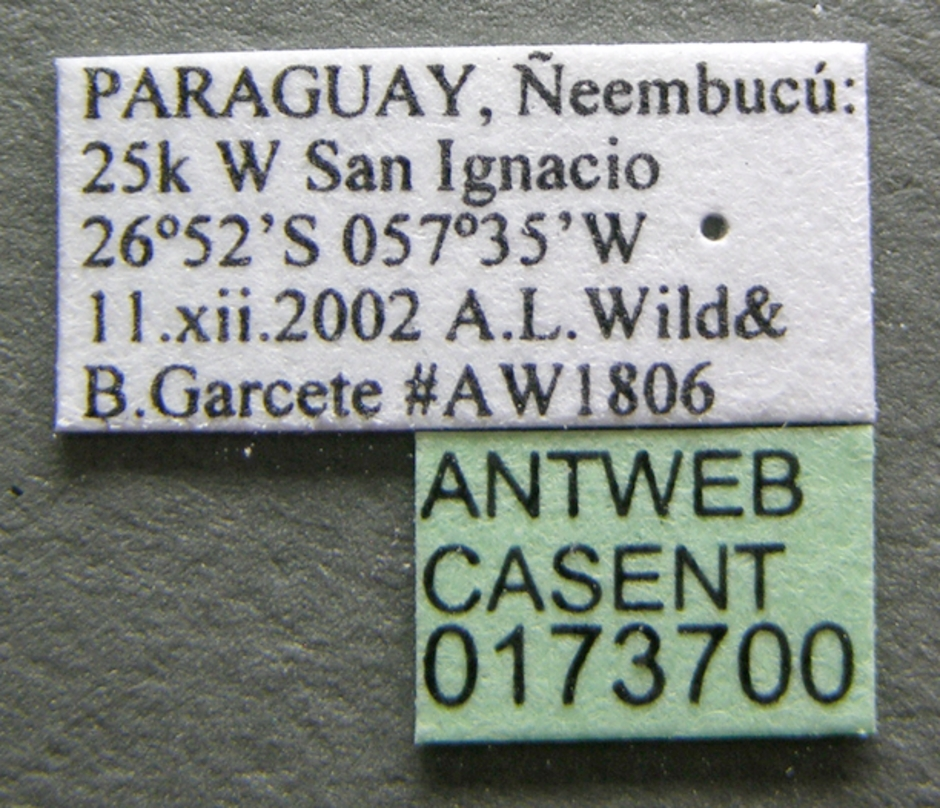
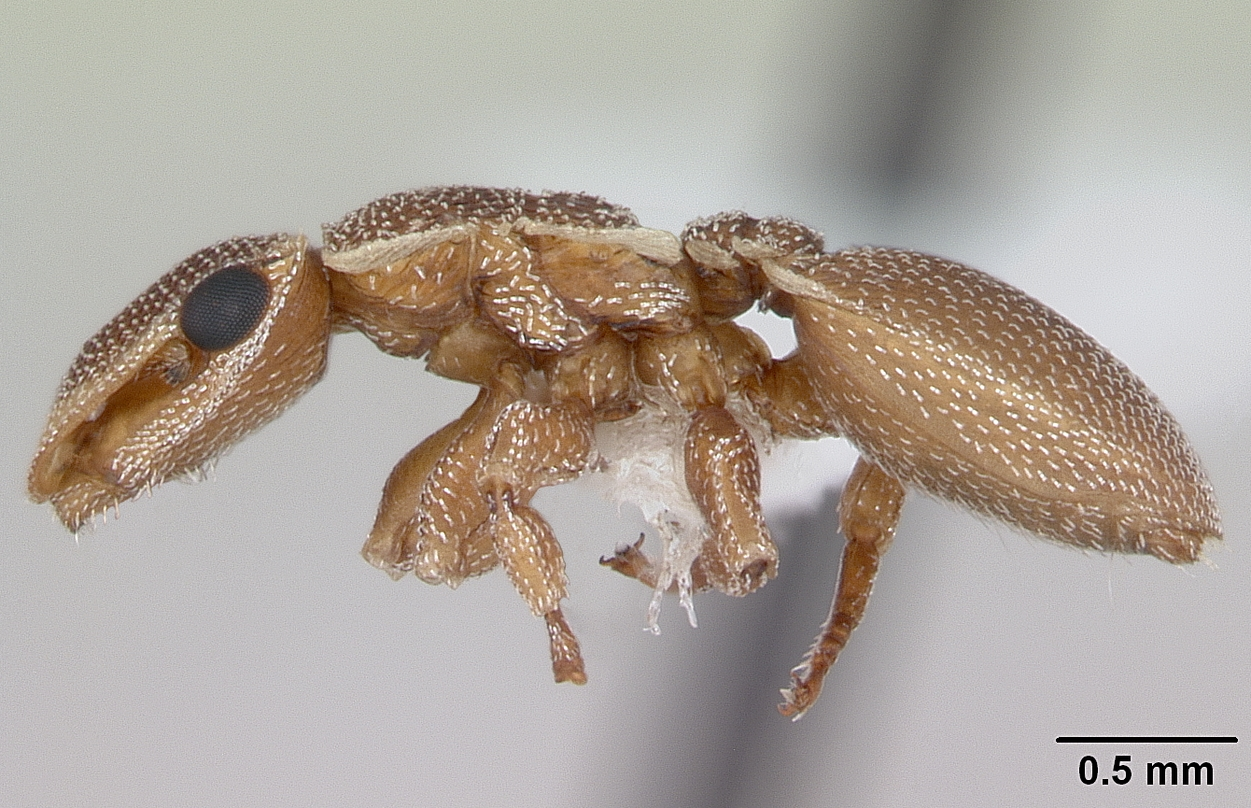
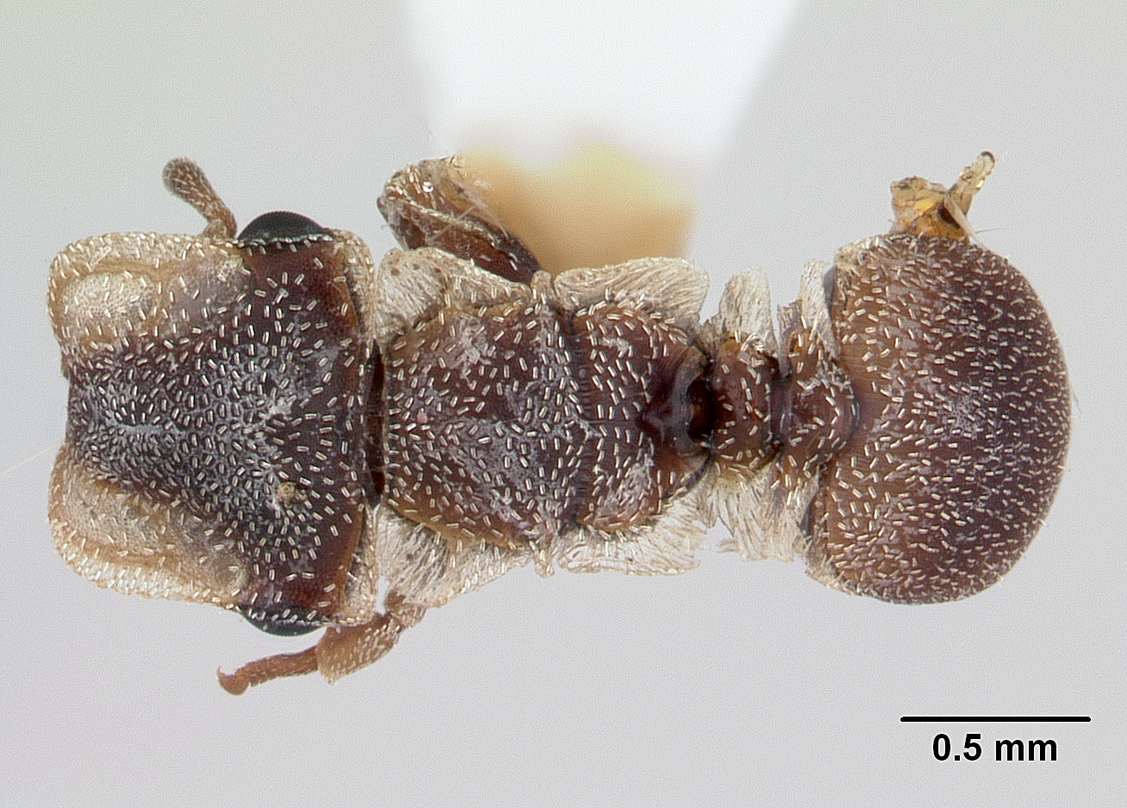
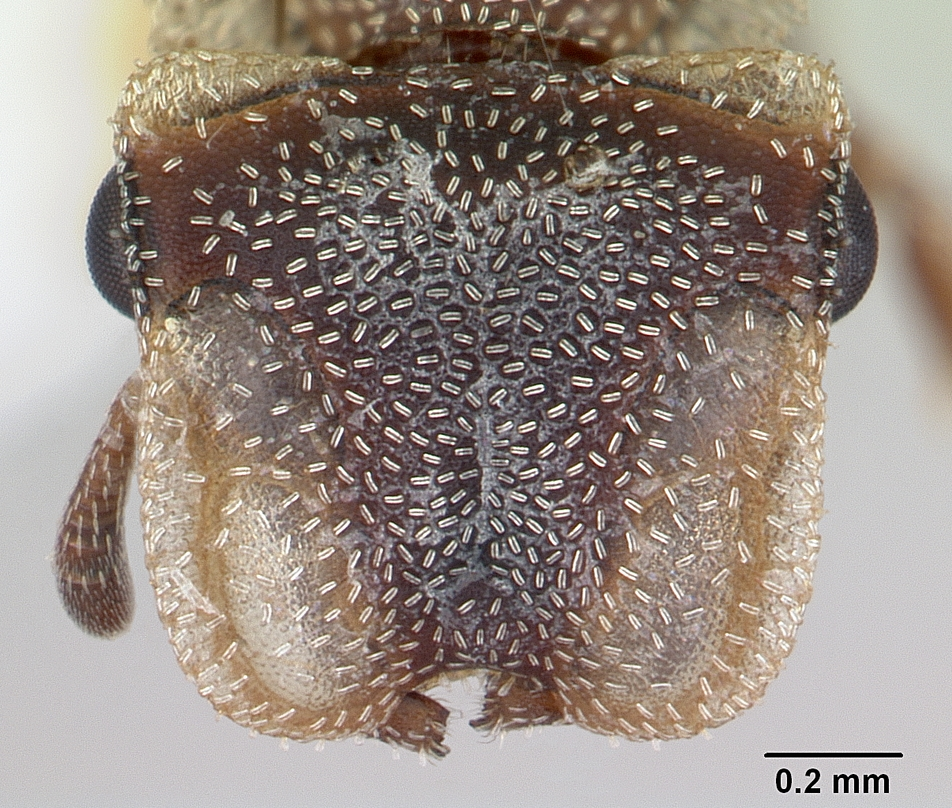